# تشارلز جي. كونراد
تشارلز جي. كونراد هو سياسي أمريكي، ولد في 1909، وتوفي في 15 يناير 1998.